# Stansaab
Stansaab bildades 1971 genom att datadelen i Standard Radio & Telefon AB bröts ut. Stansaabs ägare var då staten, Saab-Scania och ITT. Stansaab fanns i Barkarby utanför Stockholm och hade då 860 anställda. Stansaab tillverkade främst datoriserade ledningssystem för försvaret och civilflyget. Stora framgångar nåddes med stordatorterminalen Alfaskop. ITT avvecklade sitt engagemang i Stansaab 1973. Samma år överfördes Facits terminaldel till Stansaab.
Flygledningssystemen för såväl STRIL60 och den civila delen var fortsatt fokuserade runt den egenutvecklade datorn Censor som gjordes i flera generationer.
Satsningen på civila flygledningssystem inleddes med en installation på Arlanda 1964, som togs i drift 1965. Efter detta installerades anläggningar i Paris, Jugoslavien, Holland och Belgien, samt på Sturup. År 1975 fick Stansaab en mycket stor order från Sovjetunionen på ett luftrafiksystem för Moskva, Kiev och Mineralnyje Vody. Ordervärdet på denna affär var 314 miljoner kronor, och inkluderade uppförande av radartorn och utbildning av personal med BPA och ASEA som underleverantörer. Denna order kom att leda till en insmuggling av 24 kretskort till Sovjetunionen och en diplomatisk kris mellan Sverige och USA som kallades Datasaabaffären.
År 1977 övertog Stansaab en order från Dataindustrier AB på 500 st Zilog Z80-baserade persondatorer av typen Seven S som utvecklats av DIAB och skulle levereras till Kommundata. Dessa tillverkades vid fabriken i Barkarby. När Stansaab gick upp i Datasaab år 1978 lades produktionen av Seven S ned.
Datasaab-divisionen från Saab-Scania i Linköping och Stansaab i Barkarby slogs ihop 1978 i företaget Datasaab AB.
Namnet Stansaab var en sammanslagning av de två ursprungliga ägarnas namn, ITT Standard Radio och Saab.